# Guadagnolo

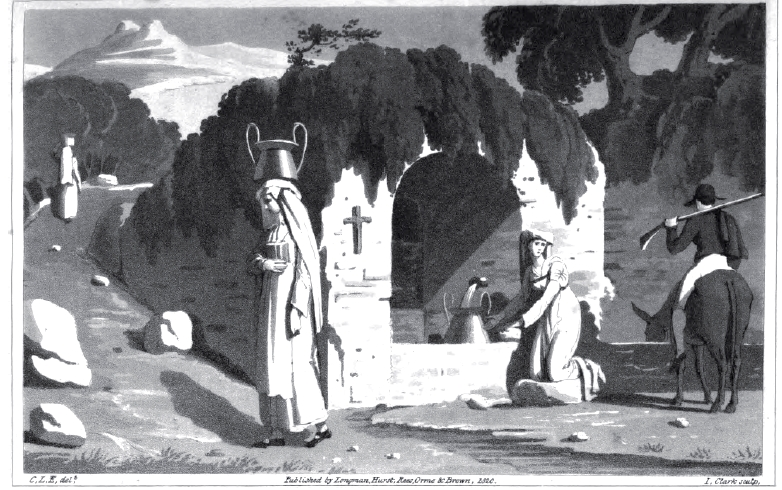
Stampa di inizio XIX secolo raffigurante donne che raccolgono l'acqua alla fontana di Guadagnolo

Guadagnolo è l'unica frazione del comune di Capranica Prenestina, da cui dista 9,6 chilometri, nella città metropolitana di Roma Capitale. Si trova su un monte calcareo (il Monte Guadagnolo) ed è il centro abitato non comunale più alto del Lazio.
Poco distante, sul versante est ad una quota più bassa, è presente il Santuario della Mentorella, meta di frequenti pellegrinaggi.